# Condado de Goochland
El condado de Goochland (en inglés: Goochland County) es un condado en el estado estadounidense de Virginia. En el censo de 2000 el condado tenía una población de 16.863 habitantes. Forma parte del área metropolitana de Richmond. La sede del condado es Goochland. El condado fue formado en 1728 a partir de un a porción del condado de Henrico. Fue nombrado en honor a sir William Gooch, quien fue gobernador colonial de Virginia entre 1727 y 1740.

## Geografía
Según la Oficina del Censo, el condado tiene un área total de 751 km² (290 sq mi), de la cual 737 km² (284 sq mi) es tierra y 14 km² (6 sq mi) (1,92%) es agua.

### Condados adyacentes
- Condado de Louisa (norte)
- Condado de Hanover (noreste)
- Condado de Henrico (este)
- Condado de Powhatan (sur)
- Condado de Cumberland (suroeste)
- Condado de Fluvanna (oeste)

## Demografía
En el  censo de 2000, hubo 16.863 personas, 6.158 hogares y 4.710 familias residiendo en el condado. La densidad poblacional era de 59 personas por milla cuadrada (23/km²). En el 2000 había 6.555 unidades unifamiliares en una densidad de 23 por milla cuadrada (9/km²). La demografía del condado era de 72,71% blancos, 25,64% afroamericanos, 0,20% amerindios, 0,47% asiáticos, 0,01% isleños del Pacífico, 0,20% de otras razas y 0,77% de dos o más razas. 0,85% de la población era de origen hispano o latino de cualquier raza. 
La renta promedio para un hogar del condado era de $56.307 y el ingreso promedio para una familia era de $64.685. En 2000 los hombres tenían un ingreso medio de $41.663 versus $29.519 para las mujeres. La renta per cápita para el condado era de $29.105 y el 6,90% de la población estaba bajo el umbral de pobreza nacional.

## Ciudades y pueblos
- Goochland
- Maidens
- Manakin-Sabot